# سيرجي بيكوف
سيرجي بيكوف (بالروسية: Быков, Сергей Владимирович) مواليد 26 فبراير 1983 في نوفودفينسك، الجمهورية الروسية السوفيتية الاتحادية الاشتراكية، هو لاعب كرة سلة روسي. بدأ مسيرته الاحترافية في سنة 2000. يلعب مع نادي أفتودور ساراتوف لكرة السلة كلاعب هجوم خلفي. يحمل الرقم 10. مثّل منتخب بلاده. شارك في دورة الألعاب الأولمبية الصيفية سنة 2008. حقق المركز الأول في بطولة أمم أوروبا لكرة السلة 2007.

## المسيرة الاحترافية
لعب مع نادي دينامو موسكو لكرة السلة من سنة 2001 إلى 2004، ثم لعب مع نادي سسكا موسكو لكرة السلة في الدوري الروسي في موسم 2010–2011، ثم لعب مع لوكوموتيف كوبان من سنة 2011 إلى 2014، ثم لعب مع نادي يونيكس قازان لكرة السلة في موسم 2014–2015، ثم لعب مع لوكوموتيف كوبان في الدوري الروسي في موسم 2015–2016، ثم لعب مع نادي أفتودور ساراتوف لكرة السلة في سنة 2016.

## سجل المنافسة
شارك في المنافسات التالية:
- بطولة أمم أوروبا لكرة السلة 2007
- بطولة أمم أوروبا لكرة السلة 2011
- الألعاب الأولمبية الصيفية 2008

## الميداليات
| الميدالية | المسابقة                         |
| --------- | -------------------------------- |
| ذهبية     | بطولة أمم أوروبا لكرة السلة 2007 |
| برونزية   | بطولة أمم أوروبا لكرة السلة 2011 |

## روابط خارجية
- سيرجي بيكوف على موقع الاتحاد الدولي لكرة السلة (الإنجليزية)
- سيرجي بيكوف على موقع الدوري الأوروبي لكرة السلة (الإنجليزية)
- سيرجي بيكوف على موقع كرة السلة الأوروبية.كوم (الإنجليزية)
- سيرجي بيكوف على موقع ريلجم (الإنجليزية)
- سيرجي بيكوف على موقع بروبوليرز (الإنجليزية)
- سيرجي بيكوف على موقع سبورتس رفرنس (الإنجليزية)
- سيرجي بيكوف على موقع أوليمبيديا (الإنجليزية)